# Гіпопротеїнемія
Гіпопротеїнемія (англ. Hypoproteinaemia) — патологічно низький вміст загального білка в крові. Є симптомом деяких хвороб.

## Патогенез
Гіпопротеїнемія може розвиватися у людини через недостатнє харчування, порушення утворення білка (наприклад, при захворюваннях печінки) або при посиленому виведенні білків з організму (наприклад, при нефротичному синдромі).
У результаті у людини внаслідок накопичення рідини в тканинах розвиваються набряки і підвищується сприйнятливість до різних інфекційних хвороб.